# 坂本比叡山口駅
坂本比叡山口駅（さかもとひえいざんぐちえき）は、滋賀県大津市坂本四丁目にある、京阪電気鉄道石山坂本線の停留場。駅番号はOT21。
同線の終着駅で、京阪全駅の中で最も北に位置する。

## 歴史
- 1927年（昭和2年）8月13日：琵琶湖鉄道汽船の松ノ馬場 - 当停留場間開通に伴い[10]、坂本駅（さかもとえき）として開業[2][4][5]。
- 1929年（昭和4年）4月11日：琵琶湖鉄道汽船が京阪電気鉄道に吸収合併、同社の停留場となる[10]。
- 1930年（昭和5年）6月25日：当停留場から北に0.4 kmあった未成区間の事業計画を廃止する[注 1]。
- 1943年（昭和18年）10月1日：戦時合併により京阪神急行電鉄（現・阪急電鉄）の停留場となる[11]。
- 1945年（昭和20年）3月31日：穴太 - 当駅間が金属供出のため単線化される[12]。
- 1949年（昭和24年）12月1日：京阪神急行電鉄より分離。再び京阪電気鉄道の停留場となる[11]。
- 1997年（平成9年）
  - 9月30日：穴太 - 当駅間が再び複線化される[11][13]。新駅舎の使用を開始する[2][13]。
- 2000年（平成12年）9月19日：第1回「近畿の駅百選」に選定される[12]。
- 2007年（平成19年）4月1日：ICカード「PiTaPa」の利用が可能となる[10]。
- 2018年（平成30年）3月17日：坂本比叡山口駅（さかもとひえいざんぐちえき）に改称[6][7][9][14]。改称理由は比叡山観光の拠点であり、京都側の八瀬比叡山口駅（叡山電鉄）と対応し、坂本側からの観光客誘致を図るためである[6][7][9][14]。

## 停留場構造
頭端式ホーム1面2線を有する地上駅である。駅舎（改札口）はホーム頭端部にあり、IC乗車券対応の自動改札機が導入されている。日中は交互に列車が発着する。
また、複線化時にシーサスクロッシングを取り入れた配線に変更、ホームの位置を少し南側に移動した。

### のりば
| のりば | 路線        | 行先                     |
| ------ | ----------- | ------------------------ |
| 1・2   | ▼石山坂本線 | びわ湖浜大津・石山寺方面 |

付記事項
- ホーム有効長は2両[15]。
- 新駅舎のホーム端には軌条形態記念モニュメントが設置されている（※1997年製作[17]）。

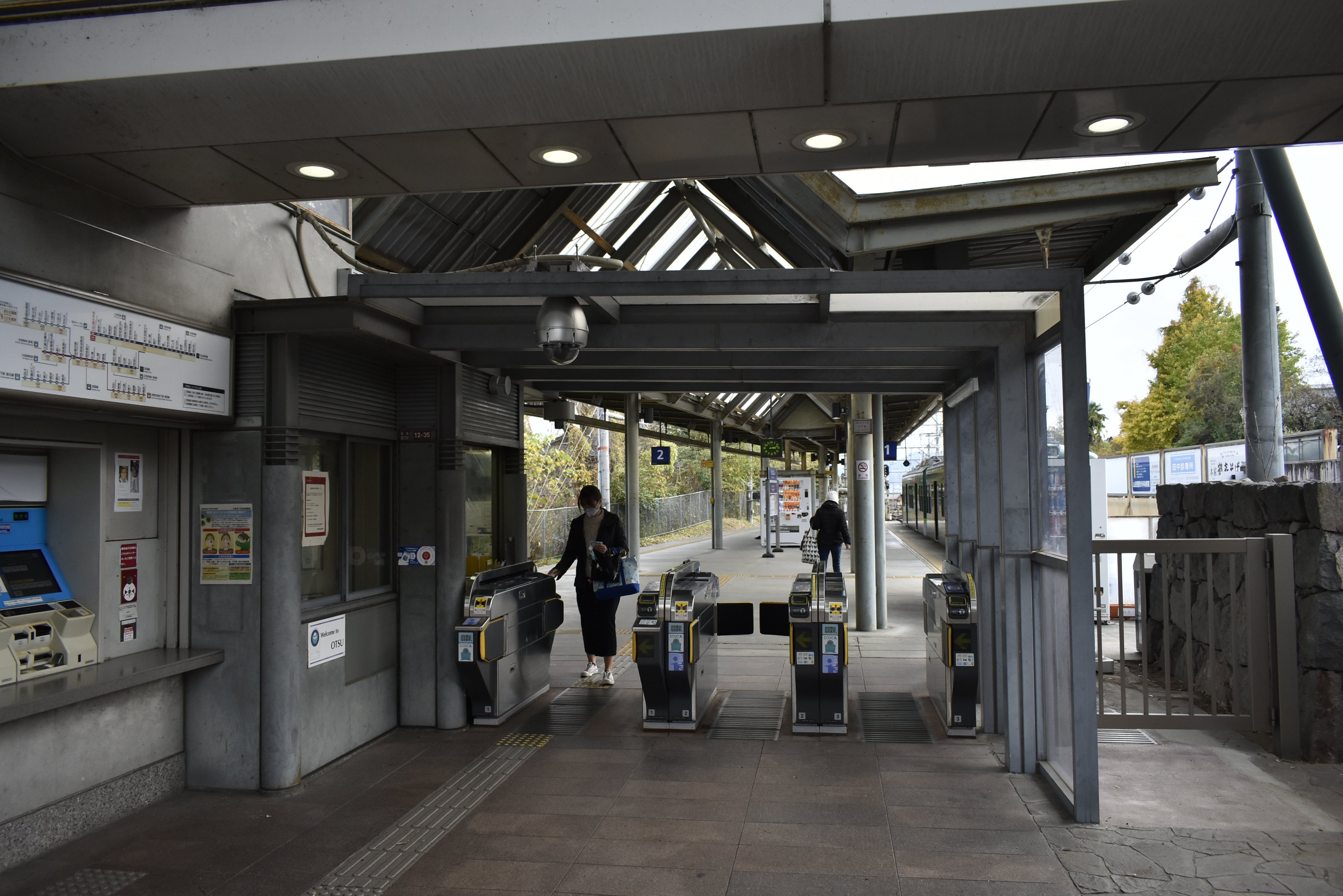
改札口とホーム（2020年11月）
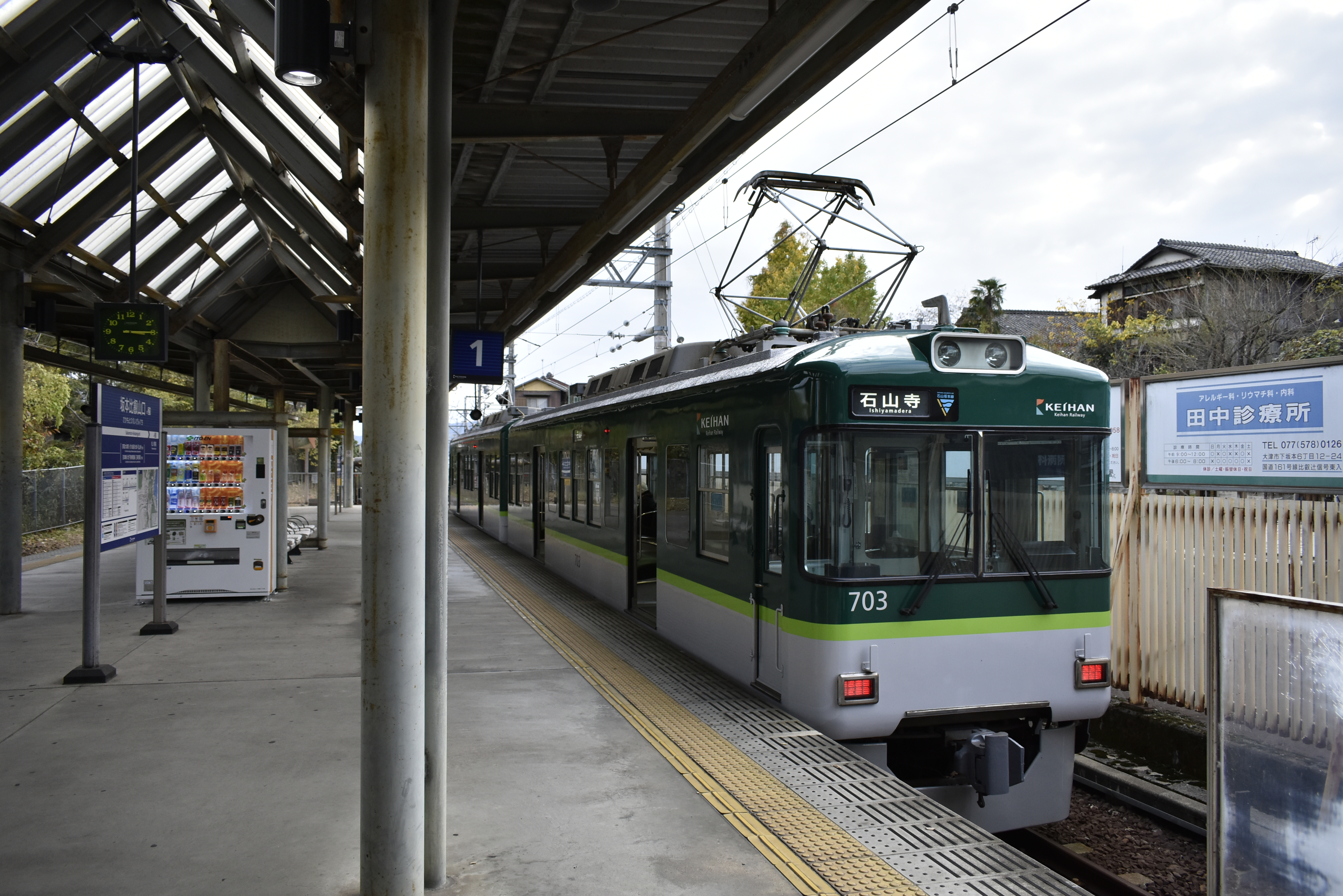
ホーム（2020年11月）
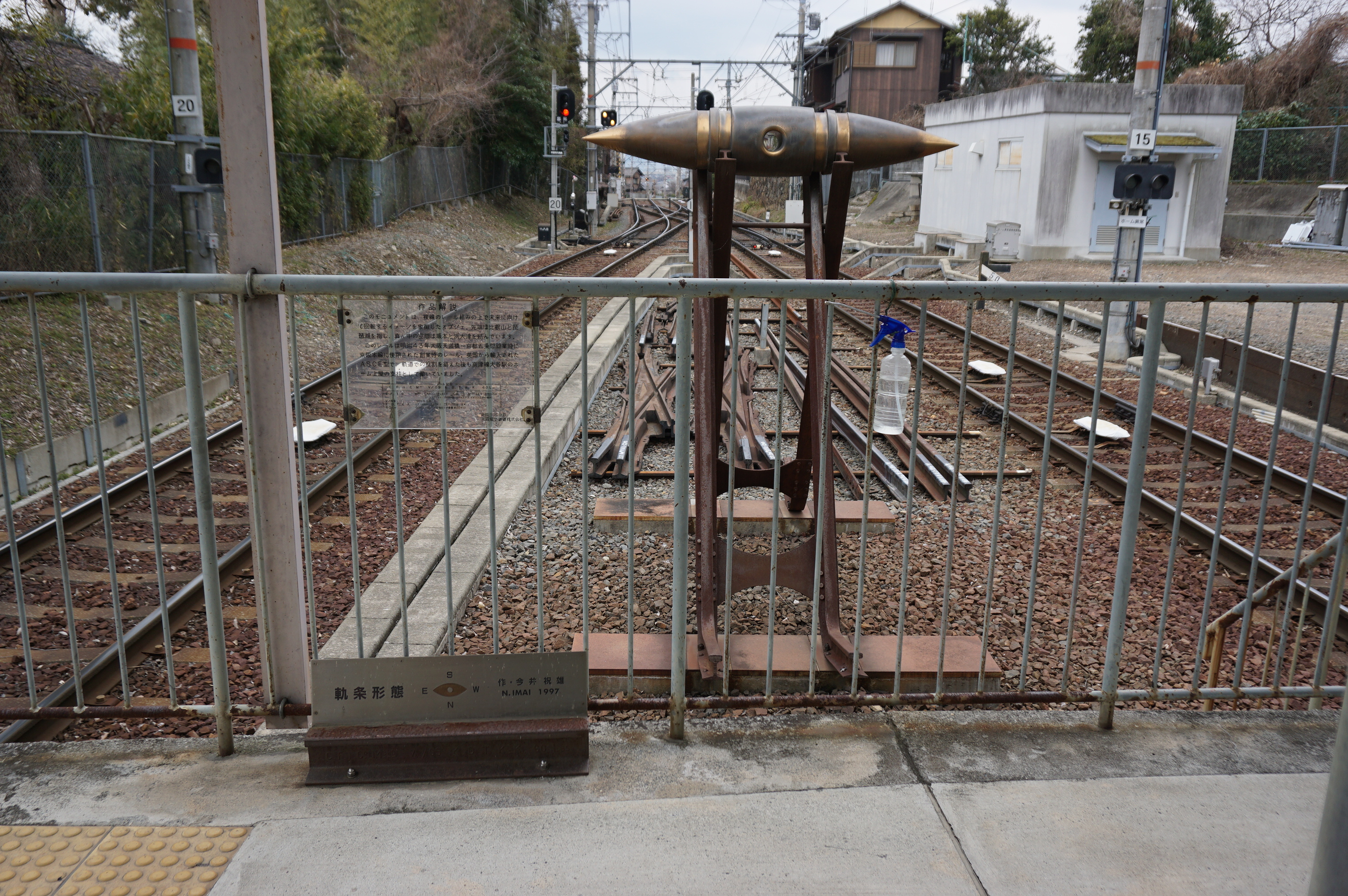
軌条形態記念モニュメント（新駅舎のホーム端に設置）

## 停留場周辺
周囲には比叡山延暦寺および日吉大社の門前町として古くから栄えた坂本（重要伝統的建造物群保存地区）の町が広がり、駅西側には名刹が点在している。また周辺は住宅地であるが、停留場東側にある比叡山坂本駅（JR西日本）との間の道路沿いには商店も点在する。
- 日吉大社[2]
- 日吉東照宮
- 旧竹林院庭園
- 旧白毫院庭園
- 滋賀院門跡
- 慈眼堂
- 公人屋敷（旧岡本邸）[19]
- 大津市坂本観光案内所
- 大津市坂本市民センター

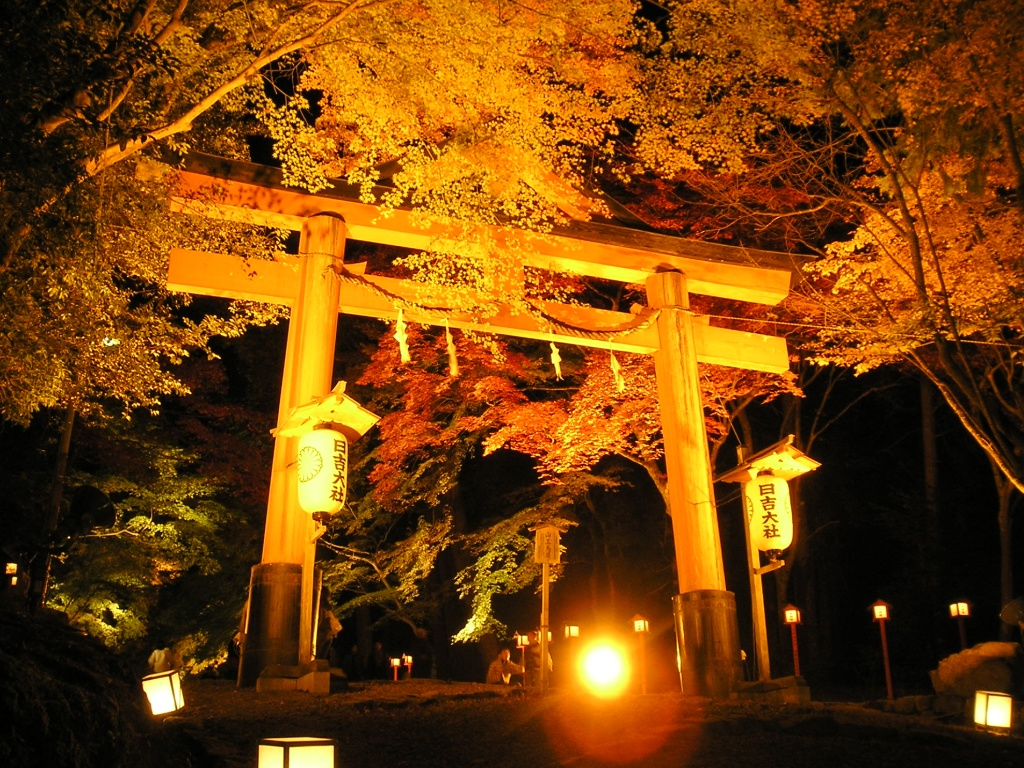
日吉大社の鳥居（もみじまつり開催時）

- 西日本旅客鉄道（JR西日本）湖西線 比叡山坂本駅[12]
- 比叡山鉄道 ケーブル坂本駅[2][12]
- 延暦寺学園叡山学院[20]
- 比叡山中学校・高等学校
- 大津市立坂本小学校
- 江若交通「坂本比叡山口駅」停留所[21][22]
- 大津坂本本町郵便局

## 隣の停留場
京阪電気鉄道
▼石山坂本線
松ノ馬場駅 (OT20) - 坂本比叡山口駅 (OT21)